# Amtsgericht Eberbach
Das Amtsgericht Eberbach war ein Gericht der ordentlichen Gerichtsbarkeit in Eberbach in Baden-Württemberg im Bezirk des Landgerichts Mosbach.

## Geschichte
Im Jahre 1974 wurde das Amtsgericht Eberbach aufgehoben.
Dem Amtsgericht Eberbach war das Landgericht Mosbach unmittelbar übergeordnet. Zuständiges Oberlandesgericht war das Oberlandesgericht Karlsruhe.